# سوزومن
سوزومن (به یونانی: Σωζομενός) (زادهٔ ۴۰۰ م. – درگذشتهٔ ۴۵۰ م.) تاریخ‌نگار کلیسای مسیحی اهل بیزانس بود که در بیت‌لاهیا، شهر کوچکی در نزدیکی غزه در خانواده‌ای مسیحی متولد شده بود. وی دو کتاب دربارهٔ تاریخ کلیسا نوشت که فقط جلد دوم کتاب اول باقی‌مانده است.